# Аппарат с вихревым слоем ферромагнитных элементов
Аппарат с вихревым слоем ферромагнитных элементов (аппарат вихревого слоя) — рабочая камера (трубопровод) диаметром 60-330 мм, расположенная в индукторе вращающегося электромагнитного поля. В рабочей зоне трубопровода содержатся цилиндрические ферромагнитные элементы диаметром 0,5-5 мм и длиной 5-60 мм в количестве от нескольких десятков до нескольких тысяч штук (0,05-20 кг) в зависимости от рабочей зоны аппарата.
Электромагнитные аппараты с вихревым слоем ферромагнитных частиц были предложены в 1967 г. Д. Д. Логвиненко и О. П. Шеляковым. В монографии «Интенсификация технологических процессов в аппаратах с вихревым слоем», которая была написана этими авторами, показана возможность эффективного использования аппаратов в процессах:
- перемешивания жидкостей и газов;
- перемешивания твердых сыпучих материалов;
- сухого измельчения твердых веществ (микропомол);
- измельчения твердых веществ в жидких дисперсионных средах;
- активации поверхности частиц твердых веществ;
- осуществления химических реакций;
- изменения физических и химических свойств веществ.

В дальнейшем аппараты данного класса нашли свое развитие в работах многих исследователей.
Эффект интенсификации технологических процессов и химических реакций достигается за счет интенсивного перемешивания и диспергирования компонентов, которые обрабатываются, акустической и электромагнитной обработки, высокого локального давления, электролиза и тому подобное. Применение аппаратов с вихревым слоем ферромагнитных частиц позволяет ускорять протекание реакций в 1,5-2 раза, сократить расход реагентов и электроэнергии на 20 %.
Эффект измельчения определяется характером движения ферромагнитных элементов в рабочей камере аппарата. Измельчение частиц обеспечивается как свободным их соударением с ферромагнитными элементами, так и в результате стесненного соударения между двумя элементами или элементом и корпусом. Степень измельчения составляет 0,5 мкм (при начальном размере фракции 20 мм).
На сегодня аппараты с вихревым слоем ферромагнитных элементов фактически существуют (только под руководством Д. Д. Логвиненко их было спроектировано и произведено более 2000 штук), а также функционируют технологические линии на их основе.
Примерами промышленного применения аппаратов для интенсификации процессов могут быть:
- приготовление пищевых эмульсий;
- приготовление многокомпонентных суспензий вулканизирующих и желатинирующих агентов (сера, окись цинка, сажа, каолин, кремнефтористый натрий) в производстве латексной губки; получение суспензий двуокиси титана, применяемой для матирования химических волокон;
- очистка сточных вод, содержащих кислоты, щелочи, соединения шестивалентного хрома, никеля, железа, цинка, меди, кадмия, других тяжелых металлов, цианистые соединения и другие загрязняющие вещества;
- получение пластичных смазок и эмульсолов;
- эмульгирование керосина в воде, приготовление силиконовой эмульсии в производстве резинотехнических изделий и др.

С помощью аппаратов могут измельчаться и доизмельчаться такие вещества, как каменный уголь, алюмосодержащие шлаки, кварцевый песок, технические алмазы, целлюлоза, мел, древесная мука, фторопласты и др.
Аппараты используются для обеззараживания, например, продуктов жизнедеятельности сельскохозяйственных животных.
Вопросы электромеханики и конструкция аппаратов.                                                                                                                                                                                                                          
К основным параметрам, которые характеризуют вращающееся магнитное поле, создаваемое трехфазным индуктором в рабочей зоне аппарата при отсутствии ферромагнитных частиц, относятся: число пар магнитных полюсов, угловая скорость их вращения; величина и скорость вращения вектора магнитной индукции, годограф которого в реальных аппаратах представляет собой эллипс с эксцентриситетом увеличивающимся при приближении к поверхности рабочей камеры . 
Магнитные свойства вихревого слоя, целесообразно характеризовать усредненными  по объему  величинами. 
Удобный параметр для энергетического контроля работы  вихревого слоя – его удельная мощность.
Аппараты АВС - 100, АВС - 150 и др. ориентированы на равномерное распределение ферромагнитных частиц по объему рабочей зоны и имеют двухполюсный  индуктор. При разработке индуктора к этим аппаратам за аналог выбрана явнополюсная конструкция индукционных вращателей жидкой стали. Выбор явнополюсной конструкции индуктора был связан в основном с упрощенной технологией изготовления, удобством эксплуатации, ремонта и охлаждения.
В центральной части рабочей зоны этих аппаратов магнитное поле в отсутствие ферромагнитных частиц близко к однородному: годограф вектора магнитной индукции в этой области близок к окружности, совпадая с ней в центре рабочей зоны аппарата; модуль вектора магнитной индукции равен примерно 0.12Тл (в различных аппаратах от 0,1 до 0,15Тл); угловая скорость его вращения составляет 314 радиан в секунду, что соответствует частоте вращения 3000 об/мин.
В работающем вихревом слое модуль вектора усредненной магнитной индукции достигает значений 0,2Тл и отстает от напряженности внешнего поля на некоторый фазовый угол .
Удельная мощность вихревого слоя в различных режимах для этих аппаратов составляет от 0,1 до 1,5 Квт на дециметр кубический рабочей зоны.
Аппараты имеют двухконтурное масляно–водяное охлаждение, силовые конденсаторы для компенсации реактивной мощности индуктора и предусматривают питание от сети 380В, 50Гц. Другие конструктивные особенности аппаратов подробно описаны в монографии.
В дальнейшем  линейка этих и подобных им аппаратов была освоена, модифицирована  и расширена другими изготовителями и разработчиками. В настоящее время в аппаратах применяются как явнополюсные индукторы, так и  индукторы с распределенной обмоткой, аналогичные статорам  электродвигателей; используются различные типы охлаждения, различные типы силовых конденсаторов.  При необходимости, в комплект  аппарата включают силовые преобразователи  напряжения и частоты питающей сети. Совершенствуются также методы контроля и управления работой вихревого слоя, технологических линий на его основе.
В  научно-технических разработках, связанных с вопросами электромеханики  аппаратов рассматриваемого класса, иногда используется  компьютерное моделирование индуктора и поведения ферромагнитных частиц. Аналитическая модель силового воздействия кругового вращающегося магнитного поля  на магнитную частицу в аппаратах с наружным электрическим индуктором с различным числом магнитных полюсов рассмотрена в работе .
Иногда для обозначения рассматриваемых аппаратов в зависимости от их назначения  применяются  другие названия. Например, если основным назначением аппаратов является измельчение  материалов, то такие устройства в некоторых источниках называют электромагнитными мельницами с ферромагнитными частицами т. д. 
Недавно предложен способ и приведены примеры быстрого инженерного оценочного расчета и анализа характеристик рабочего вращающегося магнитного поля различных цилиндрических индукторов с продольной обмоткой